# Listă de avioane românești

## B
- Brandenburg (avion)

## C
- Coandă-1910

## I
- IAR CV 11
- IAR-12
- IAR-13
- IAR-14
- IAR-15
- IAR-16
- IAR-22
- IAR-23
- IAR 27
- IAR-37
- IAR-46
- IAR 47
- IAR-79
- IAR-80
- IAR-81
- IAR-93
- IAR-95
- IAR-99
- ICAR Acrobatic

## F
- Fernic T-9

## P
- Proto 1
- Proto 2

## R
- RG-6 (1957), constructor Vladimir Novițchi
- RG-7 Șoim (1958)
- RG-7 Șoim III (1959)
- RM-4, (1932) constructor Radu Manicatide
- RM-5 (1935), constructor Radu Manicatide
- RM-7 (1935), constructor Radu Manicatide
- RM-9 (1942)
- RM-11 (1944)
- RM-12 (1953), constructor Radu Manicatide
- ROMBAC 1-11

## S
- SET-2
- SET-3
- SET-4
- SET-7K
- SET-10
- SET-15
- SET-31; SET-31C
- SET-41

## V
- Vlaicu I
- Vlaicu II
- Vlaicu III
- Vuia I
- Vuia II

| Cuprins                                                       |
| ------------------------------------------------------------- |
| Top - A B C D E F G H I J K L M N O P Q R S Ș T Ț U V W X Y Z |

## Vezi și
- Listă de planoare românești
- Listă de avioane
- Listă de planoare